# Đội tuyển bóng đá bãi biển quốc gia Thụy Sĩ
Đội tuyển bóng đá bãi biển quốc gia Thụy Sĩ đại diện Thụy Sĩ ở các giải thi đấu bóng đá bãi biển quốc tế và được điều hành bởi Hiệp hội bóng đá Thụy Sĩ, cơ quan quản lý bóng đá ở Thụy Sĩ.

## Thành tích thi đấu

### Vòng loại giải vô địch bóng đá bãi biển thế giới khu vực châu Âu
| Thành tích Vòng loại giải vô địch bóng đá bãi biển thế giới | Thành tích Vòng loại giải vô địch bóng đá bãi biển thế giới | Thành tích Vòng loại giải vô địch bóng đá bãi biển thế giới | Thành tích Vòng loại giải vô địch bóng đá bãi biển thế giới | Thành tích Vòng loại giải vô địch bóng đá bãi biển thế giới | Thành tích Vòng loại giải vô địch bóng đá bãi biển thế giới | Thành tích Vòng loại giải vô địch bóng đá bãi biển thế giới | Thành tích Vòng loại giải vô địch bóng đá bãi biển thế giới | Thành tích Vòng loại giải vô địch bóng đá bãi biển thế giới | Thành tích Vòng loại giải vô địch bóng đá bãi biển thế giới | Thành tích Vòng loại giải vô địch bóng đá bãi biển thế giới |
| Năm                                                         | Vòng                                                        | St                                                          | W                                                           | WE                                                          | WP                                                          | B                                                           | BT                                                          | BB                                                          | HS                                                          | Đ                                                           |
| ----------------------------------------------------------- | ----------------------------------------------------------- | ----------------------------------------------------------- | ----------------------------------------------------------- | ----------------------------------------------------------- | ----------------------------------------------------------- | ----------------------------------------------------------- | ----------------------------------------------------------- | ----------------------------------------------------------- | ----------------------------------------------------------- | ----------------------------------------------------------- |
| 2008                                                        | Tứ kết                                                      | 5                                                           | 4                                                           | 0                                                           | 0                                                           | 1                                                           | 29                                                          | 13                                                          | +16                                                         | 12                                                          |
| 2009                                                        | Hạng ba                                                     | 7                                                           | 6                                                           | 0                                                           | 0                                                           | 1                                                           | 39                                                          | 25                                                          | +14                                                         | 18                                                          |
| 2011                                                        | thứ 4 Place                                                 | 7                                                           | 4                                                           | 0                                                           | 0                                                           | 3                                                           | 36                                                          | 27                                                          | +9                                                          | 12                                                          |
| 2013                                                        | Vòng of 16                                                  | 4                                                           | 2                                                           | 0                                                           | 0                                                           | 2                                                           | 25                                                          | 17                                                          | +8                                                          | 6                                                           |
| 2015                                                        | Á quân                                                      | 8                                                           | 6                                                           | 1                                                           | 0                                                           | 1                                                           | 53                                                          | 23                                                          | +30                                                         | 20                                                          |
| 2017                                                        | Á quân                                                      | 8                                                           | 6                                                           | 1                                                           | 0                                                           | 1                                                           | 60                                                          | 23                                                          | +37                                                         | 20                                                          |
| Tổng cộng                                                   | 6/6                                                         | 39                                                          | 28                                                          | 2                                                           | 0                                                           | 9                                                           | 242                                                         | 128                                                         | +114                                                        | 88                                                          |

## Đội hình hiện tại
Tính đến tháng 8 năm 2011.
Ghi chú: Quốc kỳ chỉ đội tuyển quốc gia được xác định rõ trong điều lệ tư cách FIFA. Các cầu thủ có thể giữ hơn một quốc tịch ngoài FIFA.
| Số | VT | Quốc gia | Cầu thủ                |
| -- | -- | -------- | ---------------------- |
| 1  | TM |          | Nico Stalder           |
| 2  | HV |          | Samuel Lutz            |
| 3  | HV |          | Kaspar Jaeggy          |
| 5  | HV |          | Michael Misev          |
| 6  | HV |          | Stephan Leu            |
| 7  | TV |          | Sandro Spaccarotella   |
| 8  | TV |          | Mo Jaeggy (đội trưởng) |

| Số | VT | Quốc gia | Cầu thủ          |
| -- | -- | -------- | ---------------- |
| 9  | TĐ |          | Dejan Stankovic  |
| 10 | TĐ |          | Philipp Borer    |
| 11 | TĐ |          | Noel Ott         |
| 12 | TM |          | Valentin Jaeggy  |
| 15 | TĐ |          | Angelo Schirinzi |

Huấn luyện viên: Angelo Schirinzi

## Ban huấn luyện hiện tại
- Trợ lý kỹ thuật: Georges Klauser
- Bác sĩ: Dr. Thomas Schwamborn

## Thành tích
- Vô địch Giải vô địch bóng đá bãi biển châu Âu 2005
- Á quân Giải vô địch bóng đá bãi biển thế giới 2009
- Á quân Superfinal Giải vô địch bóng đá bãi biển châu Âu 2011
- Vô địch Superfinal Giải vô địch bóng đá bãi biển châu Âu 2012